# ワンダ・ワシレフスカヤ
ワンダ・リヴォーヴナ・ワシレフスカヤ（ロシア語: Ва́нда Льво́вна Василе́вская、ポーランド語: Wanda Wasilewska、1905年1月21日 - 1964年7月29日）は、ポーランドの小説家。クラクフ生まれ。第二次世界大戦でソ連に亡命し、ポーランド「愛国者」同盟の会長を務めた。代表作に独ソ戦下の農村を描いた『虹』などがある。夫はウクライナの詩人・劇作家のアレクサンドル・コルネイチューク。

## 経歴

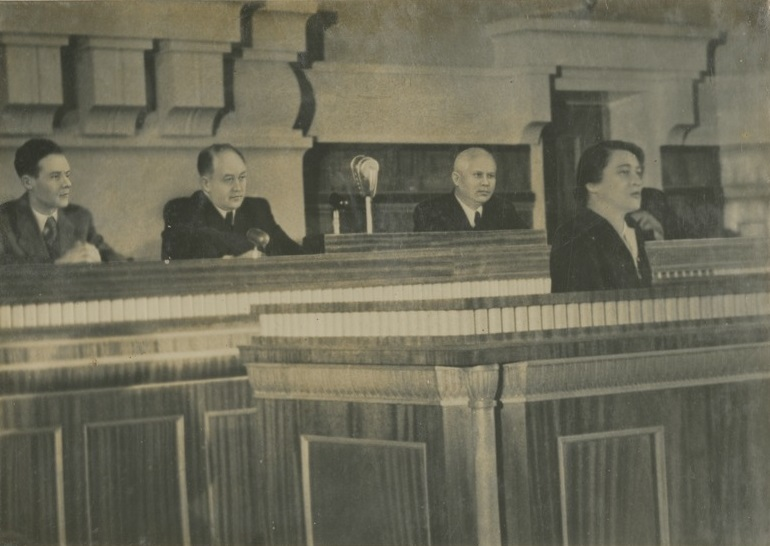
演説するワシレフスカヤ

幼少期に第一次世界大戦の影響で祖母とともに農作業に従事し、大学で文学を学ぶ。1934年にワルシャワに移り、処女作『一日の顔』を発表。1935年に『祖国』、長篇『縛められた大地』で、ポーランド農村の貧しい生活を描いた。1939年、ドイツ侵攻により西ウクライナのリヴィウに逃れる。ポーランド支配下のウクライナ農民の抵抗を描いた『水辺の歌』の第一部『湿地の焔』を1940年にソ連で発表し、名声を得た。
1941年、ドイツのソ連侵攻に伴いモスクワに移る。1942年8月からイズベスチヤ紙初めての連載小説として『虹』を掲載、大きな支持を集め、1942年に単行本化されると初版40万部が売り切れた。さらに、各国語にも翻訳され、後にマルク・ドンスコイ監督で映画化された。政治家としてもポーランド「愛国者」同盟の会長のほか、ポーランド共産軍の組織化にも携わる。1945年に『水辺の歌』第二部『湖水の星』をオクチャーブリ誌10月号に発表。1946年『夜は白みそめて…』、1951年『川は燃える』を発表。
作品はポーランド語で書き、エレーナ・ウシーエウィチによってロシア語に翻訳されていた。

## 作品

### 邦訳
- 『虹』袋一平訳、角川書店、1952年
- 『縛められた大地 ソヴェト文学全集4』米川哲夫訳、河出書房、1953年
- 『虹』原卓也訳、新潮社、1957年